# Walking with Strangers
Walking With Strangers es el tercer álbum de estudio de la banda canadiense The Birthday Massacre. Fue lanzado el 10 de septiembre de 2007 en Norteamérica y el 21 de septiembre en el resto de Europa.
La canción "To Die For" fue una versión regrabada de la pista del mismo nombre la cual aparece en el primer álbum de la banda, Nothing & Nowhere del 2002. "Remember Me" es también una nueva versión de la canción del mismo nombre la cual apareció en una edición limitada de su primer demo, Imagica.

## Lista de canciones
| N.º | Título                   | Letras               | Música                    | Duración |  |
| 1.  | «Kill the Lights»        | Rainbow, Chibi       | Rainbow, M. Falcore       | 3:55     |  |
| 2.  | «Goodnight»              | Rainbow              | Rainbow, M. Falcore       | 4:02     |  |
| 3.  | «Falling Down»           | Rainbow, Chibi       | Rainbow, M. Falcore, O.E. | 4:12     |  |
| 4.  | «Unfamiliar»             | Rainbow, O.E.        | Rainbow, M. Falcore, O.E. | 3:18     |  |
| 5.  | «Red Stars»              | Rainbow, Chibi, O.E. | Rainbow, M. Falcore, O.E. | 3:41     |  |
| 6.  | «Looking Glass»          | Rainbow, Chibi, O.E. | Rainbow, M. Falcore, O.E. | 4:25     |  |
| 7.  | «Science»                | Rainbow              | Rainbow, M. Falcore       | 4:04     |  |
| 8.  | «Remember Me»            | Rainbow, Chibi       | Rainbow, M. Falcore       | 4:07     |  |
| 9.  | «To Die For»             | Rainbow              | Rainbow, M. Falcore       | 5:05     |  |
| 10. | «Walking with Strangers» | Rainbow, Chibi, O.E. | Rainbow, M. Falcore, O.E. | 3:55     |  |
| 11. | «Weekend»                | Rainbow, Chibi       | Rainbow                   | 3:53     |  |
| 12. | «Movie»                  | Rainbow              | Rainbow, M. Falcore, O.E. | 5:03     |  |

### Sencillos
El primer sencillo, Red Stars, fue lanzado digitalmente a través de iTunes el 21 de agosto de 2007.
Un EP para la canción Looking Glass fue lanzado el 6 de mayo de 2008.

## Créditos
- Chibi - Voz
- Rainbow - Guitarra, Sintetizadores, Percusiones,Programaciones, Voz
- Michael Falcore - Guitarra, Sintetizadores, Percusiones,Programaciones
- O.E. -  Bajo, Voz
- Rhim - Batería
- Owen - Teclado

## Datos adicionales
- La canción "Red Stars" fue el primer sencillo y fue lanzado digitalmente a través de iTunes. "Looking Glass", el segundo sencillo, lanzado de manera física y con un videoclip incluido.
- Para promover el álbum la banda realizó dos giras. La primera fue "Walking with Strangers Tour" en el 2007. Para el 2008 la banda co-encabezó una gira con Mindless Self Indulgence en la gira de su álbum "If".
- Una versión demo de "Kill The Lights" fue lanzada el 1 de enero de 2007. La banda tocó esta versión en la gira Broken Minds Tour (tanto en EU como en Europa) en el 2006.